# 오타케산

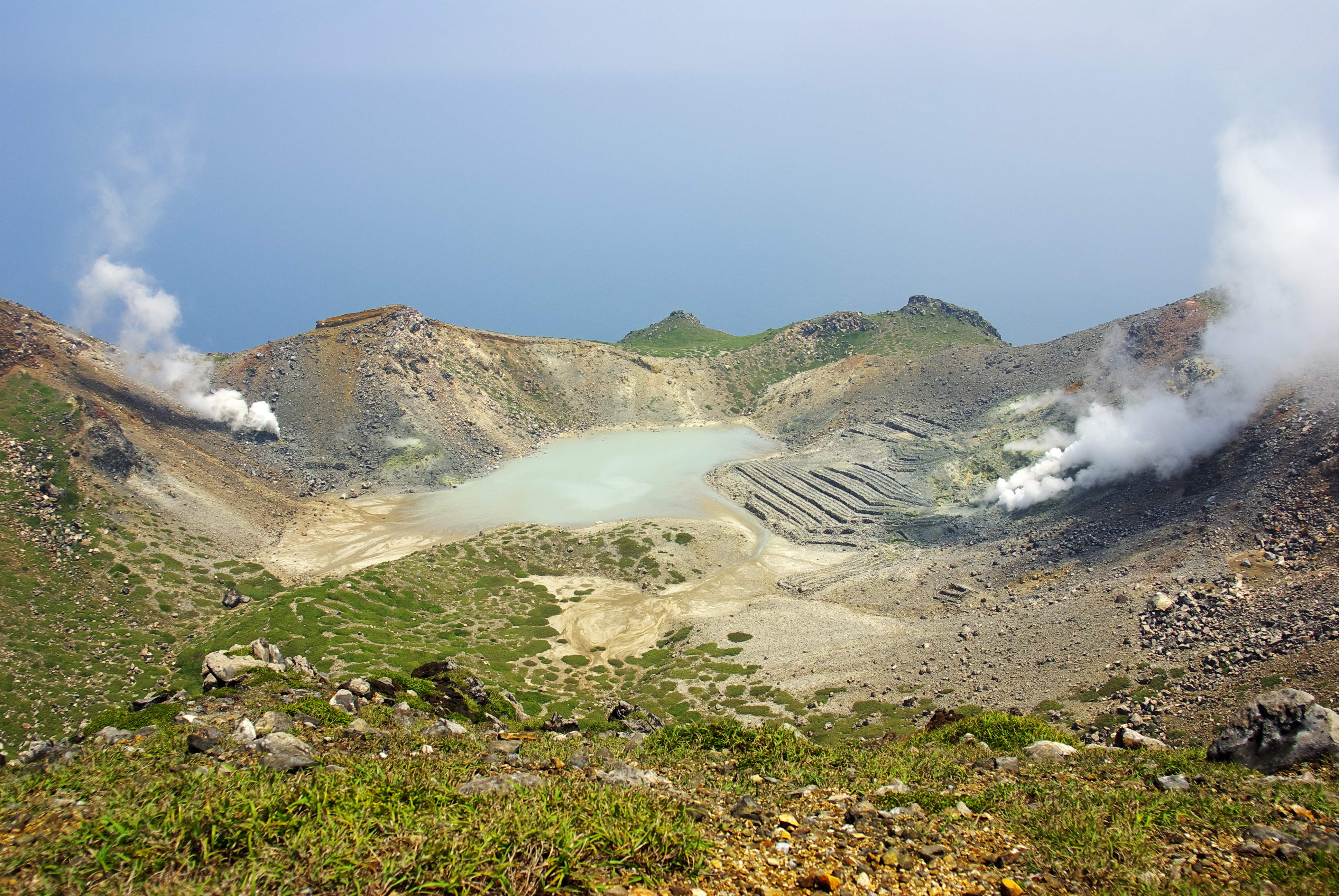
오타케 산

오타케산(Otake)은 일본 가고시마현의 도시마촌 도카라 열도에 있는 화산으로, 성층 화산이다. 이 화산은 활화산이기 때문에 분화구에서 연기가 나며, 분화 가능성도 제기되고 있다. 마지막 분화는 1944년에 있었고, 그 이후로도 화산 활동을 계속하고 있다.